# Байбараков, Кайрат Ешимбетович
Кайрат Ешимбетович Байбараков (каз. Қайрат Ешімбетұлы Байбарақов; родился 1 декабря 1964 года) — казахский деятель спецслужб, в 2006—2011 годах командир спецподразделения «Арыстан» в составе Комитета национальной безопасности Республики Казахстан.

## Биография
Сын члена-корреспондента Национальной академии наук Республики Казахстан Ешимбета Байбаракова.
Сотрудник Комитета национальной безопасности Республики Казахстан. 18 апреля 2006 года в звании полковника был назначен новым командиром спецподразделения «Арыстан» после отставки предыдущего командира Сейтжана Койбакова, четырёх подопечных которого обвинили в убийстве политика Алтынбека Сарсенбаева. 5 мая 2008 года указом Президента Республики Казахстан произведён в генерал-майоры.
В феврале 2011 года был назначен начальником Департамена КНБ по Жамбылской области, но на фоне последствий теракта в Таразе, прогремевшего 12 ноября 2011 года, был отправлен в отставку 6 декабря 2011 года. На посту начальника департамента его сменил Нурлан Карибжанов, первый заместитель начальника Департамента КНБ по городу Алматы.